# UPGMA
UPGMA （unweighted pair group method with arithmetic mean）是一種相對簡單的層次聚類方法。這個方法存在另一種變體 WPGMA。這個方法的創始人被認為是Sokal和Michener 。 

## 演算方法
UPGMA 演法構建出一棵有根樹（樹狀圖）表現相似矩陣或相異矩陣中的特徵與結構。在算法裡的每一步，距離最近的兩個集群（子樹）將被組合成一個更高級別的集群。任意兩個集群{\displaystyle {\mathcal {A}}}和{\displaystyle {\mathcal {B}}} 之間的距離，是由所有{\displaystyle {\mathcal {A}}}裡的{\displaystyle x}元素和所有{\displaystyle {\mathcal {B}}}裡的{\displaystyle y}元素的距離{\displaystyle d(x,y)}的平均值，即每個集群的元素之間的平均距離，其中 {\displaystyle {|{\mathcal {A}}|}}和{\displaystyle {|{\mathcal {B}}|}}是該兩個集群的基數（集合大小）：
{\displaystyle d_{{\mathcal {A}},{\mathcal {B}}}={1 \over {|{\mathcal {A}}|\cdot |{\mathcal {B}}|}}\sum _{x\in {\mathcal {A}}}\sum _{y\in {\mathcal {B}}}d(x,y)}
換句話說，在每一次組合成新集群的步驟中，可以由{\displaystyle d_{{\mathcal {A}},X}}和{\displaystyle d_{{\mathcal {B}},X}}的加權平均給出集群{\displaystyle {\mathcal {A}}\cup {\mathcal {B}}}和一個新集群{\displaystyle X}之間的距離：
{\displaystyle d_{({\mathcal {A}}\cup {\mathcal {B}}),X}={\frac {|{\mathcal {A}}|\cdot d_{{\mathcal {A}},X}+|{\mathcal {B}}|\cdot d_{{\mathcal {B}},X}}{|{\mathcal {A}}|+|{\mathcal {B}}|}}}
UPGMA 演算法生成的有根樹狀圖是一個超度量樹，該樹需要套用等速率的假設，也就是說根到每個分支尖端的距離皆相等。當尖端是同時採樣的分子數據（即DNA 、 RNA和蛋白質）時，超度量假設就等同於分子鐘假設。

## 示例
這個示例是基於JC69基因距離矩陣，該矩陣是根據五種細菌的5S 核糖體 RNA序列計算出來的，五種細菌如下所列 ：
枯草桿菌 Bacillus subtilis( {\displaystyle a} )
嗜热脂肪芽孢杆菌 <i>Bacillus stearothermophilus</i>( {\displaystyle b} )
魏斯氏菌 Lactobacillus viridescens( {\displaystyle c} )
無原枯草桿菌 Acholeplasma modicum( {\displaystyle d} )
藤黄微球菌 <i>Micrococcus luteus</i>( {\displaystyle e} )

### 第一步
- 首次集群

假設有五個物件{\displaystyle (a,b,c,d,e)}和他們之間的相異矩陣{\displaystyle D_{1}}：
|   | a  | b  | c  | d  | e  |
| - | -- | -- | -- | -- | -- |
| a | 0  | 17 | 21 | 31 | 23 |
| b | 17 | 0  | 30 | 34 | 21 |
| c | 21 | 30 | 0  | 28 | 39 |
| d | 31 | 34 | 28 | 0  | 43 |
| e | 23 | 21 | 39 | 43 | 0  |

在這裡，{\displaystyle D_{1}(a,b)=17}是最小值，所以將{\displaystyle a}和{\displaystyle b}集群。
- 第一分支長度估計

令{\displaystyle u}表示現在{\displaystyle a} 和 {\displaystyle b} 的祖先。為了讓{\displaystyle a} 和 {\displaystyle b} 與 {\displaystyle u}等距，假設{\displaystyle \delta (a,u)=\delta (b,u)=D_{1}(a,b)/2}，這對應到了超度量的假設。在這個範例中：{\displaystyle \delta (a,u)=\delta (b,u)=17/2=8.5}
- 第一次相異矩陣更新

然後將{\displaystyle D_{1}}更新成一個新的距離矩陣{\displaystyle D_{2}}（計算在下方），由於{\displaystyle a}和{\displaystyle b}的集群，該矩陣的尺寸減少了一行一列。（{\displaystyle D_{2}}中粗體表示的值是由加權平均計算出的新距離）
{\displaystyle D_{2}((a,b),c)=(D_{1}(a,c)\times 1+D_{1}(b,c)\times 1)/(1+1)=(21+30)/2=25.5}
{\displaystyle D_{2}((a,b),d)=(D_{1}(a,d)+D_{1}(b,d))/2=(31+34)/2=32.5}
{\displaystyle D_{2}((a,b),e)=(D_{1}(a,e)+D_{1}(b,e))/2=(23+21)/2=22}
{\displaystyle D_{2}}中的斜體值不受矩陣更新影響，因為他們與第一個集群中的元素完全美有關連。

### 第二步
- 第二次集群

現在重複前面的三個步驟，並從新的相異矩陣{\displaystyle D_{2}}開始
|       | (a,b) | ｃ   | d    | ｅ |
| ----- | ----- | ---- | ---- | -- |
| (a,b) | 0     | 25.5 | 32.5 | 22 |
| ｃ    | 25.5  | 0    | 28   | 39 |
| d     | 32.5  | 28   | 0    | 43 |
| ｅ    | 22    | 39   | 43   | 0  |

在這個矩陣中， {\displaystyle D_{2}((a,b),e)=22}是{\displaystyle D_{2}}中的最小值，所以將{\displaystyle (a,b)}和元素{\displaystyle e}集成新群。
- 第二次分支長度估計

令{\displaystyle v}表示節點{\displaystyle (a,b)}和{\displaystyle e}的祖先。由超度量假設可以得到{\displaystyle a,b,e}三頂點到{\displaystyle v}的距離相等，即：{\displaystyle \delta (a,v)=\delta (b,v)=\delta (e,v)=22/2=11}，從而可以計算出{\displaystyle u}到{\displaystyle v}的距離{\displaystyle \delta (u,v)=\delta (e,v)-\delta (a,u)=\delta (e,v)-\delta (b,u)=11-8.5=2.5}
- 第二次距離矩陣更新

然後將{\displaystyle D_{2}}更新成新的距離矩陣{\displaystyle D_{3}}，數值計算如下：
{\displaystyle D_{3}(((a,b),e),c)=(D_{2}((a,b),c)\times 2+D_{2}(e,c)\times 1)/(2+1)=(25.5\times 2+39\times 1)/3=30}

{\displaystyle D_{3}(((a,b),e),d)=(D_{2}((a,b),d)\times 2+D_{2}(e,d)\times 1)/(2+1)=(32.5\times 2+43\times 1)/3=36}

### 第三、四步
重複上述動作可以得到{\displaystyle D_{3}}是
|           | ((a,b),e) | c  | d  |
| --------- | --------- | -- | -- |
| ((a,b),e) | 0         | 30 | 36 |
| c         | 30        | 0  | 28 |
| d         | 36        | 28 | 0  |

{\displaystyle D_{4}}是：
|           | ((a,b),e) | （c,d） |
| --------- | --------- | ------- |
| ((a,b),e) | 0         | 33      |
| （c,d）   | 33        | 0       |

### UPGMA樹狀圖
這裡顯示了完成的樹狀圖。它是超度量的，所有尖端（ {\displaystyle a}到{\displaystyle e} ) 與{\displaystyle r}等距離 :
{\displaystyle \delta (a,r)=\delta (b,r)=\delta (e,r)=\delta (c,r)=\delta (d,r)=16.5}
這個樹狀圖的根是它最深的節點{\displaystyle r} 。

## 時間複雜度
構建 UPGMA 樹的算法有{\displaystyle O(n^{3})}時間複雜度。使用一個堆維護兩個即群之間的距離可以使時間達到{\displaystyle O(n^{2}\log n)} . 另外Fionn Murtagh 提出了一個{\displaystyle O(n^{2})}時空複雜度的算法。 

## 外部連結
- UPGMA聚类算法在Ruby中的实现（AI4R） （页面存档备份，存于）
- 使用相似矩阵计算 UPGMA 的示例 （页面存档备份，存于）
- 使用距离矩阵计算 UPGMA 的示例 （页面存档备份，存于）